# 福伊爾峰
47°11′59″N 10°22′8″E / 47.19972°N 10.36889°E

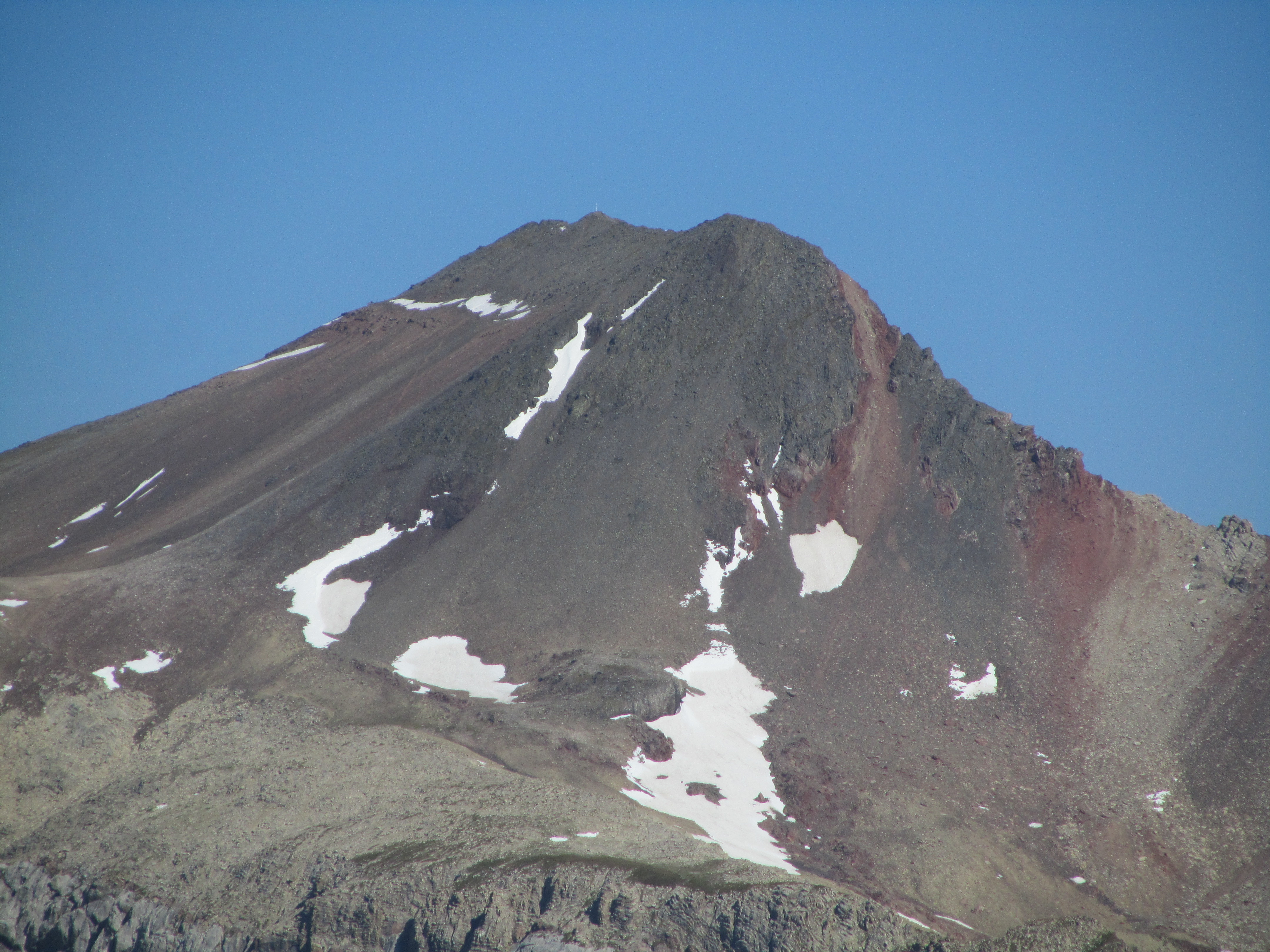

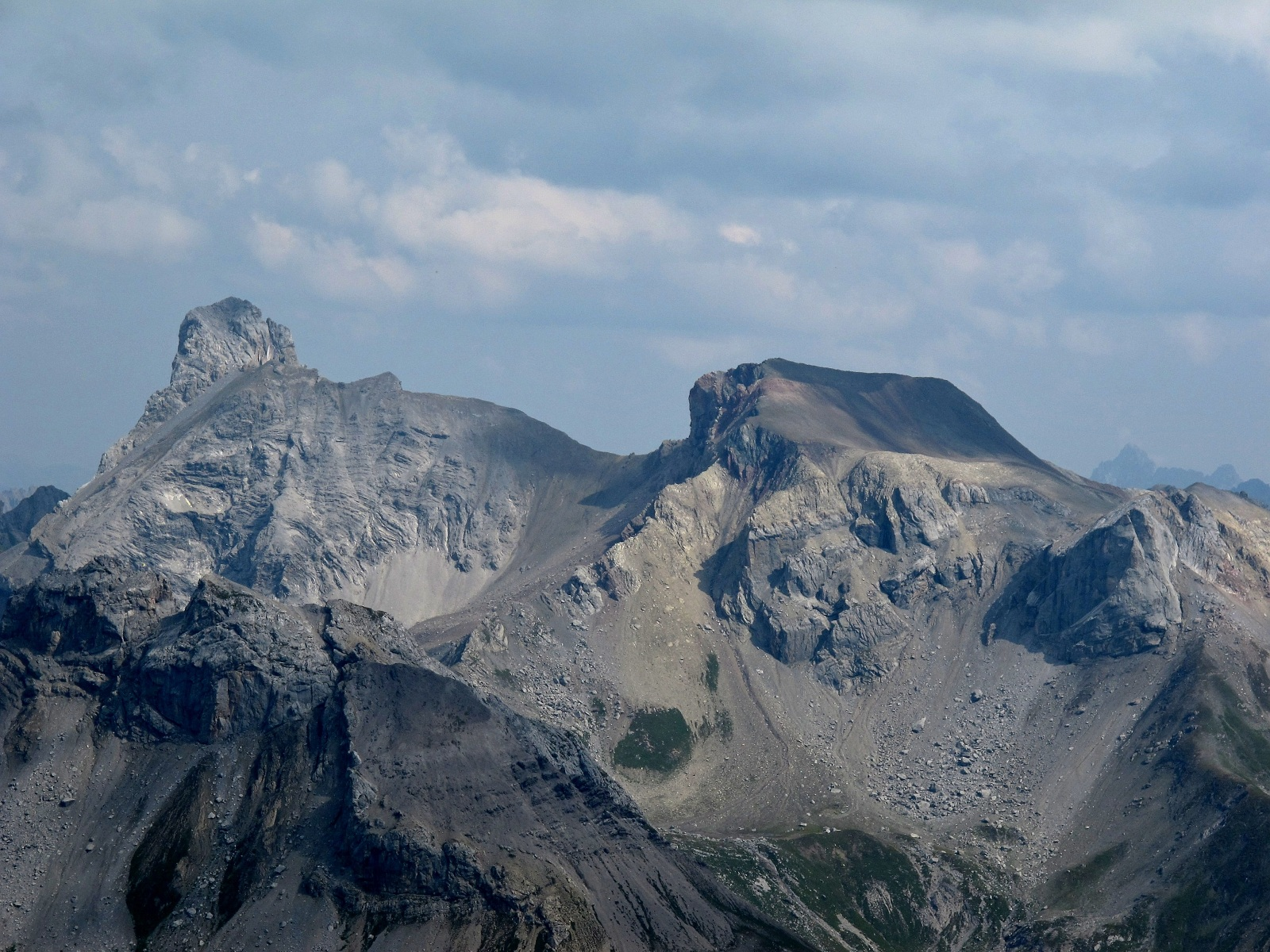

福伊爾峰（德語：Feuerspitze），是奧地利的山峰，位於該國西部，由蒂羅爾州負責管轄，屬於萊希塔爾阿爾卑斯山脈的一部分，距離霍爾茨高爾韋特峰0.7公里，海拔高度2,852米，每年平均降雨量1,730毫米。